# Stixis itzingeri
Stixis itzingeri là một loài bọ cánh cứng trong họ Cerambycidae.